# Lista odcinków serialu Sekta
Poniżej znajduje się lista odcinków serialu telewizyjnego Sekta – emitowany od 30 marca 2016 roku do 28 marca 2018 roku przez platformę internetową Hulu. Powstały trzy serię, które łącznie składają się z 36 odcinków. W Polsce jest emitowany od 6 lutego 2017 roku na kanale Canal+ Seriale.
| Sezon | Sezon | Odcinki | Oryginalna emisja | Oryginalna emisja | Oryginalna emisja | Oryginalna emisja | Oryginalna emisja |
| Sezon | Sezon | Odcinki | Premiera sezonu   | Finał sezonu      | Premiera sezonu   | Finał sezonu      |                   |
| ----- | ----- | ------- | ----------------- | ----------------- | ----------------- | ----------------- | ----------------- |
|       | 1     | 10      | 30 marca 2016     | 25 maja 2016      | 6 lutego 2017     | 6 marca 2017      |                   |
|       | 2     | 10      | 25 stycznia 2017  | 12 kwietnia 2017  | 13 marca 2017     | 24 kwietnia 2017  |                   |
|       | 3     | 13      | 17 stycznia 2018  | 28 marca 2018     | —                 | —                 |                   |

## Sezon 1 (2016)
| Nr | #  | Tytuł                 | Reżyseria      | Scenariusz       | Premiera HULU    | Premiera Canal+ Seriale |
| -- | -- | --------------------- | -------------- | ---------------- | ---------------- | ----------------------- |
| 1  | 1  | What the Fire Throws  | Mike Cahill    | Jessica Goldberg | 30 marca 2016    | 6 lutego 2017           |
| 2  | 2  | The Era of The Ladder | Mike Cahill    | Jessica Goldberg | 30 marca 2016    | 6 lutego 2017           |
| 3  | 3  | A Homecoming          | Annie Weisman  | Kathleen Turner  | 6 kwietnia 2016  | 13 lutego 2017          |
| 4  | 4  | The Future            | Michael Weaver | Julia Brownwell  | 13 kwietnia 2016 | 13 lutego 2017          |
| 5  | 5  | The Hole              | Patrick Norris | Coleman Herbert  | 20 kwietnia 2016 | 20 lutego 2017          |
| 6  | 6  | Breaking and Entering | Roxann Dawson  | Annie Weisman    | 27 kwietnia 2016 | 20 lutego 2017          |
| 7  | 7  | Refugees              | Roxann Dawson  | Jason Katims     | 4 maja 2016      | 27 lutego 2017          |
| 8  | 8  | The Shore             | Roxann Dawson  | Annie Weisman    | 11 maja 2016     | 27 lutego 2017          |
| 9  | 9  | A Room with a View    | Michael Weaver | Julia Brownell   | 18 maja 2016     | 6 marca 2017            |
| 10 | 10 | The Miracle           | Michael Weaver | Jessica Goldberg | 25 maja 2016     | 6 marca 2017            |

## Sezon 2 (2017)
| Nr | #  | Tytuł                  | Reżyseria        | Scenariusz       | Premiera         | Premiera Canal+ Seriale |
| -- | -- | ---------------------- | ---------------- | ---------------- | ---------------- | ----------------------- |
| 11 | 1  | Liminal Twilight       | Michael Weaver   | Jessica Goldberg | 25 stycznia 2017 | 13 marca 2017           |
| 12 | 2  | Dead Moon              | Michael Weaver   | Annie Weisman    | 25 stycznia 2017 | 13 marca 2017           |
| 13 | 3  | The Father and the Son | Michael Slovis   | Julia Brownell   | 1 lutego 2017    | 20 marca 2017           |
| 14 | 4  | The Red Wall           | Michael Slovis   | John O'Connor    | 8 lutego 2017    | 20 marca 2017           |
| 15 | 5  | Why We Source          | Norberto Barba   | Jessica Goldberg | 14 lutego 2017   | 27 marca 2017           |
| 16 | 6  | For Our Safety         | Norberto Barba   | Justin Doble     | 22 lutego 2017   | 27 marca 2017           |
| 17 | 7  | Providence             | Michael Weaver   | Vanessa Rojas    | 1 marca 2017     | 3 kwietnia 2017         |
| 18 | 8  | Return                 | Michael Weaver   | Annie Weisman    | 8 marca 2017     | 3 kwietnia 2017         |
| 19 | 9  | Oz                     | Patrick Norris   | Coleman Herbert  | 15 marca 2017    | 10 kwietnia 2017        |
| 20 | 10 | Restitution            | Patrick Norris   | Jessica Goldberg | 22 marca 2017    | 10 kwietnia 2017        |
| 21 | 11 | Defiance               | Phil Abraham     | Coleman Herbert  | 29 marca 2017    | 17 kwietnia 2017        |
| 22 | 12 | Spiritus Mundi         | Sian Heder       | Coleman Herbert  | 5 kwietnia 2017  | 17 kwietnia 2017        |
| 23 | 13 | Mercy                  | Jessica Goldberg | Jessica Goldberg | 12 kwietnia 2017 | 24 kwietnia 2017        |

## Sezon 3 (2018)
| Nr | #  | Tytuł                   | Reżyseria        | Scenariusz             | Premiera HULU    | Premiera Canal+ Seriale |
| -- | -- | ----------------------- | ---------------- | ---------------------- | ---------------- | ----------------------- |
| 24 | 1  | The Beginning           | Michael Weaver   | Jessica Goldberg       | 17 stycznia 2018 |                         |
| 25 | 2  | A Beast, No More        | Patrick Norris   | Annie Weisman          | 17 stycznia 2018 |                         |
| 26 | 3  | Locusts                 | Michael Weaver   | Julia Brownell         | 17 stycznia 2018 |                         |
| 27 | 4  | De Rerum Natura         | Patrick Norris   | Coleman Herbert        | 24 stycznia 2018 |                         |
| 28 | 5  | Pageantry               | Stacie Passon    | Vanessa Rojas          | 31 stycznia 2018 |                         |
| 29 | 6  | Messiah                 | Stacie Passon    | Andrew Hinderaker      | 7 lutego 2018    |                         |
| 30 | 7  | The Gardens at Giverny  | Peter Sollett    | Jessica Goldberg       | 14 lutego 2018   |                         |
| 31 | 8  | The Door                | Peter Sollett    | Annie Weisman          | 21 lutego 2018   |                         |
| 32 | 9  | The Veil                | Michael Weaver   | John O'Connor          | 28 lutego 2018   |                         |
| 33 | 10 | The Strongest Souls     | Michael Weaver   | Lorna Clarke Osunsanmi | 7 marca 2018     |                         |
| 34 | 11 | Bad Faith               | Jacob Hatley     | Coleman Herbert        | 14 marca 2018    |                         |
| 35 | 12 | A New American Religion | Jessica Goldberg | Julia Brownell         | 21 marca 2018    |                         |
| 36 | 13 | Blood Moon              | Phil Abraham     | Jessica Goldberg       | 28 marca 2018    |                         |